# Vila bratří Niklasů
Vila bratří Niklasů je rodinná vila, která stojí v Praze 5-Hlubočepích ve vilové čtvrti Barrandov, ve východní části ulice Barrandovská na rohu s krátkou spojkou k ulici Skalní.

## Historie
Architekt František Niklas postavil pro svoji rodinu vilu v Barrandovské ulici jako jednu z prvních vil na Barrandově. Spolu s ním zde bydleli také Jaroslav Niklas s manželkou Marií a Jiří Niklas s manželkou Blankou, kteří byli jejími spolumajiteli.
Bratři Niklasovi byli bratranci ing. Václava M. Havla a Miloše Havla. Pozemek zakoupili ještě před oficiálním zahájením prodeje parcel, které se uskutečnilo dne 27. června 1929 společně s první veřejnou jízdou po nově postavené silnici. František Niklas spolu se svým bratrem Jiřím zaváděl výrobu lindbetonu, používaného při výstavbě barrandovských vil. Spolupracoval také s Vladimírem Grégrem v barrandovské stavební kanceláři.
Od Niklasů koupil vilu Prof. MUDr. Jiří Syllaba, který tu se svou ženou MUDr Boženou Syllabovou žil až do smrti.

## Popis
Vila je třípodlažní s podkrovím. Zastřešují ji valbové střechy s trojúhelnými vikýři, střechy navzájem pronikají a mají velký přesah. Rizalit na čelní straně k ulici Barrandovská je v prvním patře prosvětlen oknem, řešeným jako modernizované „bay window“. Mezi přízemím a prvním patrem je průběžná římsa, která navazuje na zaoblenou terasu. Okna ve druhém patře dosahují k podokapní římse. Nad garáží v severovýchodní části jsou obytné prostory, ve tříosém severozápadním průčelí je vchod.